# 星野周弘
星野 周弘（ほしの かねひろ、1936年11月28日 - ）は日本の犯罪社会学者。警察庁科学警察研究所防犯少年部長、帝京大学文学部社会学科長、日本犯罪社会学会会長などを務めた。

## 略歴
1959年、早稲田大学教育学部教育学科を卒業し、1963年、東京大学人文科学研究科卒業。同年警察庁（科学警察研究所）入庁。 
同研究所の防犯少年部環境研究室長、防犯少年部長を歴任し、1997年に警察庁を退官。その後、帝京大学文学部にて教鞭を執る。

## 専門分野
- 犯罪社会学

## 加入学会
- 日本犯罪社会学会（会長 1987-1993）
- 日本社会病理学会（理事 1986-1998, 2004-）
- 日本犯罪心理学会（理事 1997-2000）
- 日本犯罪学会（理事 2002-2004, 2004-）
- 日本社会学会
- American Society of Criminology

## 主な著書
- 単著
  - 『暴力団犯罪と刑事政策』,信山社,2002年
  - 『社会病理学概論』,学文社,1999年
  - 『犯罪社会学原論』,立花書房,1981年
- 共著
  - 『新・刑事政策』,日本評論社,1993年

## 表彰
- 日本犯罪社会学会賞（2005年,第23回）